# Isla Ratón
Isla Ratón (prevedeno Mišji otok) službeno El Carmen de Ratón je gradić od 2451 stanovnika na jugozapadu Venecuele. Isla Ratón je i administrativni centar Općine Autana u kojoj živi 8352 stanovnika.

## Geografija
Isla Ratón leži na sjeverozapadu savezne države Amazonas, na granici s Kolumbijom. To je i ime riječnog otoka Orinoca, velikog 40 km² na kojem je smješteno istoimeno naselje. Do Ratóna koji je okružen prašumama, i kom je rijeka bila jedina veza sa svijetom, danas vodi i cesta iz administrativnog centra Države Amazonas Puerta Ayacucha.

## Povijest
Isla Ratón je novo naselje koju je osnovao Pedro Loroima 1943. s malim brojem suradnika i prijatelja. Do danas je izrastao u naselje s osnovnom i srednjom školom, crkvom, policijom i trgovinama.

## Vanjske poveznice
- Isla Ratón, estado Amazonas (šp.)